# Glypta unita
Glypta unita là một loài tò vò trong họ Ichneumonidae.